# Polythore chiribiquete
Polythore chiribiquete – gatunek ważki z rodziny Polythoridae. Występuje w północno-zachodniej Ameryce Południowej; stwierdzono go w departamentach Caquetá i Vaupés w południowej Kolumbii.